# Giulia Ammannati
Giulia Venturi degli Ammannati (Villa Basilica, 1538 – Firenze, agosto 1620) fu la madre di Galileo Galilei.

## Biografia
Giulia Ammannati nacque nel 1538 nel piccolo borgo lucchese di Villa Basilica, da una famiglia artigiana, ma dagli illustri trascorsi, originaria di Pescia, prima trasferitasi a Pisa nel 1536 e in seguito nella Lucchesia, per via degli affari mercantili del padre di Giulia, Cosimo, commerciante in legnami. Giulia era l'ultima nata di cinque figli, quattro sorelle e un fratello, Leone. Promessa a Vincenzo Galilei, le cronache coeve raccontano che fu il fratello Leone ad accompagnarla all'altare e a occuparsi della sua dote, di 100 scudi d'oro e a seguito della morte del padre, a pochi giorni dalla data delle nozze. Leone, oltre alla dote, garantì ai due sposi il vitto per un anno. Vincenzo che abitava a Santa Maria a Monte ebbe modo di conoscere Giulia, frequentando i parenti Galilei che risiedevano nel Castello di Serravalle.
Nel 1574 Giulia e il marito si trasferirono a Firenze con i sette figli, di cui Galileo era il primo nato. Perciò, alla morte del padre Vincenzo, nel 1591, toccò proprio a lui l'onere di mantenere madre e fratelli con il salario derivante dalla cattedra di matematica all'Università di Pisa.
Una lettera rivela come in questi anni, a causa della malattia della madre (nella lettera si legge di una «gravissima infermità, et quasi che mortale»), Galileo dovesse rinunciare ad alcune lezioni universitarie.
Della Ammanati sono conservate alcune lettere a Galileo nel periodo in cui si trovava a Padova, nelle quali ricorda il debito contratto per la dote della sorella e rimprovera al figlio le mancate risposte alle proprie missive. Di tanto in tanto la Ammanati andava a trovare il figlio a Padova, visite non gradite a Galileo per il non facile carattere della madre. Il carattere austero e profondamente religioso di Giulia Ammannati fu anche pretesto di critiche al figlio riportate in una denuncia presso l'Inquisizione di Padova avanzata nel 1604 (a seguito della quale non ci fu processo) da un collaboratore dello scienziato, Silvestro Pagnoni, che ebbe proprio a citare le parole della donna contro lo stesso Galileo «Ho ben inteso da sua madre che lui mai si confessa et si communica, la qual me lo faceva delle volte osservar le feste se andava alla messa, et io osservandolo, in cambio de andare alla messa andava da quella sua putana Marina veneziana: sta al canton de Ponte Corbo.». Dalla nascita fu posta sotto la sua cura la primogenita di Galileo, Virginia Galilei, della quale si occupò fino al ritorno dello scienziato in Toscana nel 1610. Nonostante la distanza ed il non riconoscimento delle figlie, proprio con la primogenita Galileo sviluppò un intenso affetto, riscontrabile nel loro rapporto epistolare.
Giulia Ammannati morì nell'agosto 1620 e trovò sepoltura nella Basilica di Santa Maria del Carmine (Firenze), in Oltrarno, dove a tutt'oggi riposa.

## Casa natale di Galileo Galilei
La casa natale di Galileo Galilei apparteneva alla famiglia della madre ed era detta casa Ammannati 
Giulia Ammannati di Villa Basilica di Pescia, madre di Galileo, acquistò la casa in Pisa con la dote nuziale di 100 scudi d'oro  ricevuti dallo zio Leone al momento del matrimonio con Vincenzo Galilei, musico, padre di Galileo.